# Іньякі Гойтія
Іньякі Гойтія (ісп. Iñaki Goitia; нар. 2 березня 1982, Баракальдо) — іспанський футболіст, що грав на позиції воротаря, зокрема за «Малаге» та «Алавес».

## Ігрова кар'єра
Народився 2 березня 1982 року в Португалете. Вихованець футбольної школи клубу «Бургос».
У дорослому футболі дебютував 2003 року виступами за другу команду «Малаги». За два роки почав включатися до заявки головної команди клубу. Її основним голкіпером став перед початком сезону 2007/08, який команда проводила в Сегунді. Допоміг їй здобути підвищення в класі і наступний сезон був гравцем основного складу «Малаги» вже у Ла-Лізі.
2009 року повернувся на рівень другого іспанського дивізіону, ставши гравцем «Реал Бетіс». Як основний голкіпер команди допоміг їй 2011 року пробитися до елітного дивізіону, утім на ріві Ла-Ліги протягом сезону був лише резервним гравцем.
Сезон 2012/13 відіграв за друголіговий «Мірандес», після чого на тому ж рівні захищав кольори «Алавеса», де провів чотири сезони у 2013—2017 роках, після чого завершив професійну кар'єру.